# Renault Talisman
El Renault Talisman es un automóvil de turismo del segmento D producido por el fabricante francés Renault y presentado al público en el Salón del Automóvil de Frankfurt de 2015. El Talisman es el sucesor del Renault Laguna, pretendiendo ser un cambio radical respecto a su predecesor, y mejorando notablemente la calidad, equipamiento, y placer de conducción respecto al Laguna III, siendo un serio rival para berlinas de su segmento. Es fabricado junto con el Renault Espace en la planta francesa de Renault de Douai, introduciendo la nueva plataforma de Renault, que tiene el objetivo de mirar hacia los modelos superiores a los generalistas.
Al igual que el Espace V, esta berlina no se vende en algunos países como Reino Unido, Australia, Nueva Zelanda, Japón, Hong Kong, Irlanda, Singapur y Malasia.
El Talisman cuenta con carrocería sedán de cuatro puertas y 4,85 metros de longitud, junto con una carrocería Grand Tour de cinco puertas. Inicialmente la gama cuenta con propulsores diésel dCi y gasolina TCe, todos ellos turbo y de inyección directa. En diésel serán los 1.5 dCi de 110 cv, y los 1.6 dCi de 130 y 160 cv (este último con doble turbo). Los gasolina serán dos versiones del motor 1.6 TCe con 150 y 200 cv. Podrán ir asociados a cajas de cambio manuales de 6 velocidades o automáticas de doble embrague EDC de 6 o 7 velocidades según versión. Probablemente la gama se ampliará con motores 2.0 dCi y 1.8 TCe con potencias superiores.
Los acabados disponibles inicialmente son: LIFE, ZEN, BUSINESS, INTENS e INITIALE PARIS, ordenados de menor a mayor equipamiento respectivamente. Entre el equipamiento disponible destaca la inclusión de nuevas tecnologías no existentes en el Laguna III como advertencia de cambio involuntario de carril, control de velocidad de crucero activo, frenada automática de emergencia, aviso de vehículo en ángulos muertos, suspensión pilotada head-up display, etc. Se mantiene además el sistema de cuatro ruedas directrices «4Control» estrenado en su predecesor.
El Talisman para Renault no resulta nuevo, pues en 2002 ya desveló un prototipo del mismo nombre, además de ser la berlina Renault Samsung SM6 comercializada en China bajo la marca Renault.

## Motorizaciones
|                                | 1.3 TCe GPF                                                  | 1.6 TCe                          | 1.6 TCe                          | 1.8 TCe GPF                                                  |
| ------------------------------ | ------------------------------------------------------------ | -------------------------------- | -------------------------------- | ------------------------------------------------------------ |
| Periodo                        | 2019-presente                                                | 2015-2019                        | 2015-2019                        | 2018-presente                                                |
| Tipo de motor                  | L4 16v, inyección directa, turbo, filtro de partículas (GPF) | L4 16v, inyección directa, turbo | L4 16v, inyección directa, turbo | L4 16v, inyección directa, turbo, filtro de partículas (GPF) |
| Identificación del motor       | H5Ht                                                         | H5M                              | H5M                              | M5P                                                          |
| Diámetro x carrera             | 72.2 mm x 81.4 mm                                            | 79.7 mm x 81.1 mm                | 79.7 mm x 81.1 mm                | 79.7 mm x 90.1 mm                                            |
| Cilindrada                     | 1333 cm³                                                     | 1618 cm³                         | 1618 cm³                         | 1798 cm³                                                     |
| Relación de compresión         | 10.5: 1                                                      | 10.0: 1                          | 10.0: 1                          | 9.0: 1                                                       |
| Potencia máxima: CV (kW) @ rpm | 160 CV (118 kW) @ 5500                                       | 150 CV (110 kW) @ 5300           | 200 CV (147 kW) @ 6000           | 224 CV (165 kW) @ 5500                                       |
| Par máximo: Nm @ rpm           | 260 Nm @ 1750                                                | 220 Nm @ 2000                    | 260 Nm @ 2000                    | 300 Nm @ 2000                                                |
| Tracción                       | Delantera                                                    | Delantera                        | Delantera                        | Delantera                                                    |
| Transmisión                    | Automática, 7 velocidades                                    | Automática, 7 velocidades        | Automática, 7 velocidades        | Automática, 7 velocidades                                    |
| Aceleración 0–100 km/h         | 8.9 s                                                        | 9.6 s                            | 7.6 s                            | 7.4 s                                                        |
| Velocidad máxima               | 210 km/h                                                     | 215 km/h                         | 237 km/h                         | 240 km/h                                                     |
| Consumo combinado (L/100 km)   | 5.6                                                          | 5.6                              | 5.6                              | 7.2                                                          |

|                                | 1.5 dCi                                                                    | 1.6 dCi                                                                    | 1.6 dCi                                                                      | 1.7 BluedCi                                                                | 1.7 BluedCi                                                                | 2.0 BluedCi                                                                | 2.0 BluedCi                                                                |           |
| ------------------------------ | -------------------------------------------------------------------------- | -------------------------------------------------------------------------- | ---------------------------------------------------------------------------- | -------------------------------------------------------------------------- | -------------------------------------------------------------------------- | -------------------------------------------------------------------------- | -------------------------------------------------------------------------- | --------- |
| Periodo                        | 2015-2019                                                                  | 2015-2019                                                                  | 2015-2019                                                                    | 2019-presente                                                              | 2019-presente                                                              | 2019-presente                                                              | 2019-presente                                                              |           |
| Tipo de motor                  | L4 16v, inyección directa, common-rail, turbo, filtro antipartículas (GPF) | L4 16v, inyección directa, common-rail, turbo, filtro antipartículas (GPF) | L4 16v, inyección directa, common-rail, biturbo, filtro antipartículas (GPF) | L4 16v, inyección directa, common-rail, turbo, filtro antipartículas (GPF) | L4 16v, inyección directa, common-rail, turbo, filtro antipartículas (GPF) | L4 16v, inyección directa, common-rail, turbo, filtro antipartículas (GPF) | L4 16v, inyección directa, common-rail, turbo, filtro antipartículas (GPF) |           |
| Identificación del motor       | K9K                                                                        | R9M                                                                        | R9M                                                                          | R9N                                                                        | R9N                                                                        |                                                                            |                                                                            |           |
| Diámetro x carrera             | 76.0 mm x 80.5 mm                                                          | 80.0 mm x 79.5 mm                                                          | 80.0 mm x 79.5 mm                                                            | 80.0 mm x 87.0 mm                                                          | 80.0 mm x 87.0 mm                                                          | 85.0 mm x 88.0 mm                                                          | 85.0 mm x 88.0 mm                                                          |           |
| Cilindrada                     | 1461 cm³                                                                   | 1598 cm³                                                                   | 1598 cm³                                                                     | 1741 cm³                                                                   | 1741 cm³                                                                   | 1997 cm³                                                                   | 1997 cm³                                                                   |           |
| Relación de compresión         | 15.5: 1                                                                    | 15.7: 1                                                                    | 15.4: 1                                                                      | 15.3: 1                                                                    | 15.3: 1                                                                    | 15.1: 1                                                                    | 15.1: 1                                                                    |           |
| Potencia máxima: CV (kW) @ rpm | 110 CV (81 kW) @ 4000                                                      | 131 CV (96 kW) @ 4000                                                      | 160 CV (118 kW) @ 4000                                                       | 120 CV (88 kW) @ 3500                                                      | 150 CV (110 kW) @ 3500                                                     | 160 CV (118 kW) @ 3750                                                     | 200 CV (147 kW) @ 3500                                                     |           |
| Par máximo: Nm @ rpm           | 260 Nm @ 1750                                                              | 320 Nm @ 1750                                                              | 380 Nm @ 1750                                                                | 300 Nm @ 1750                                                              | 340 Nm @ 1750-2750                                                         | 360 Nm @ 1500                                                              | 400 Nm @ 1750                                                              |           |
| Tracción                       | Delantera                                                                  | Delantera                                                                  | Delantera                                                                    | Delantera                                                                  | Delantera                                                                  | Delantera                                                                  | Delantera                                                                  | Delantera |
| Transmisión                    | Manual, 6 velocidades                                                      | Manual, 6 velocidades / Automática, 7 velocidades                          | Automática, 7 velocidades                                                    | Manual, 6 velocidades                                                      | Manual, 6 velocidades                                                      | Automática, 6 velocidades                                                  | Automática, 6 velocidades                                                  |           |
| Aceleración 0–100 km/h         | 11.9 s                                                                     | 10.4/ 10.8 s                                                               | 9.4 s                                                                        | 11.9 s                                                                     | 10.3 s                                                                     | 9.9 s                                                                      | 8.9 s                                                                      |           |
| Velocidad máxima               | 190 km/h                                                                   | 205 km/h                                                                   | 215 km/h                                                                     | 203 km/h                                                                   | 210 km/h                                                                   | 210 km/h                                                                   | 230 km/h                                                                   |           |
| Consumo combinado (L/100 km)   | 3.6                                                                        | 3.9/ 4.2                                                                   | 4.5                                                                          | 4.6                                                                        | 4.6                                                                        | 4.8                                                                        | 4.9                                                                        |           |

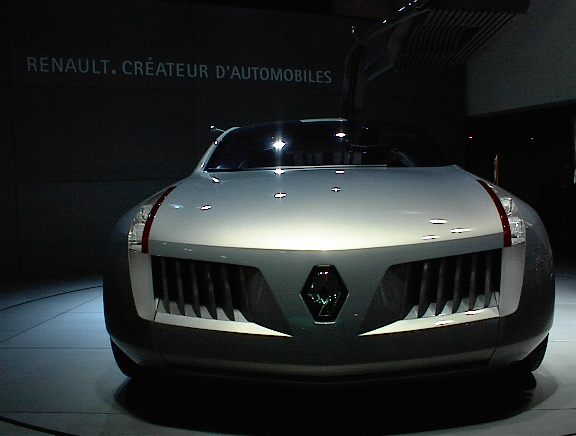
Renault Talisman Concept (2002)
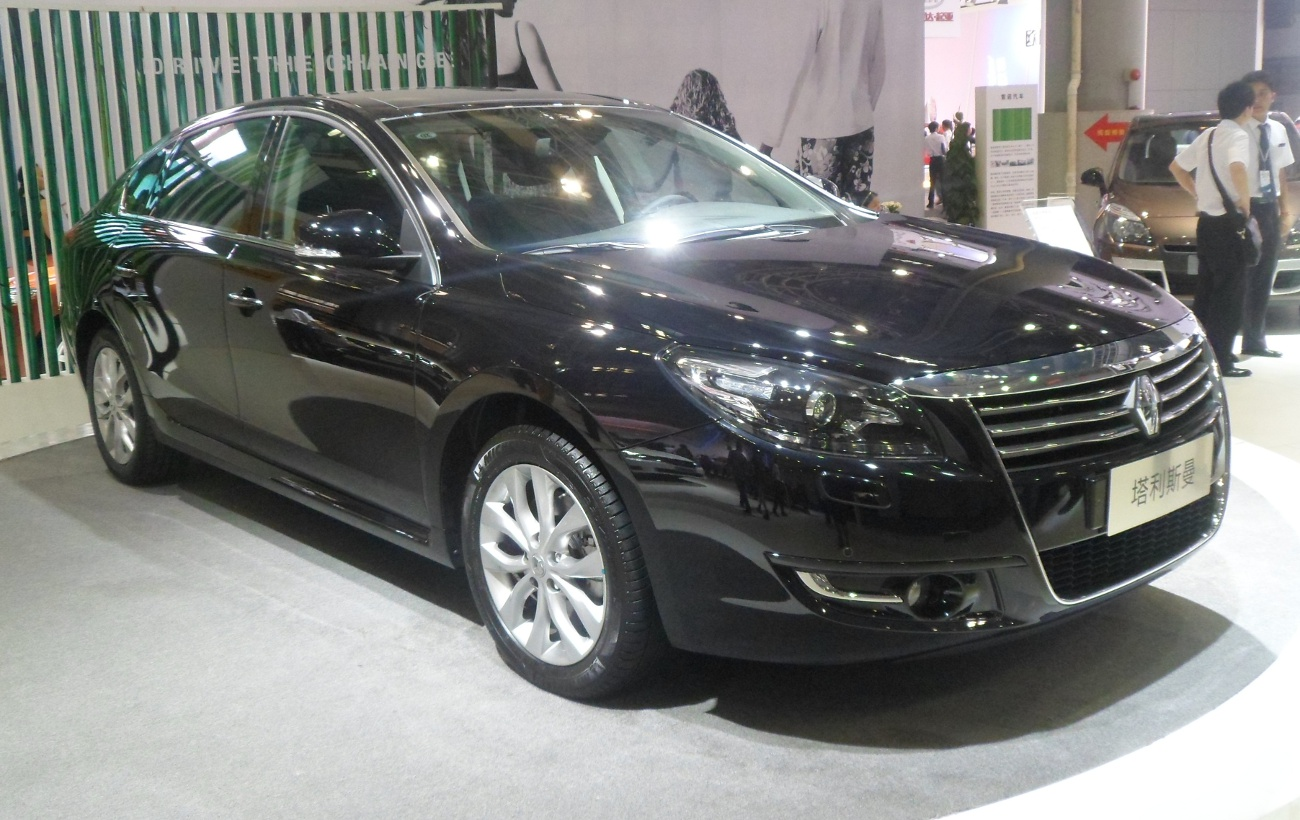
Renault Talisman de Corea (2012)
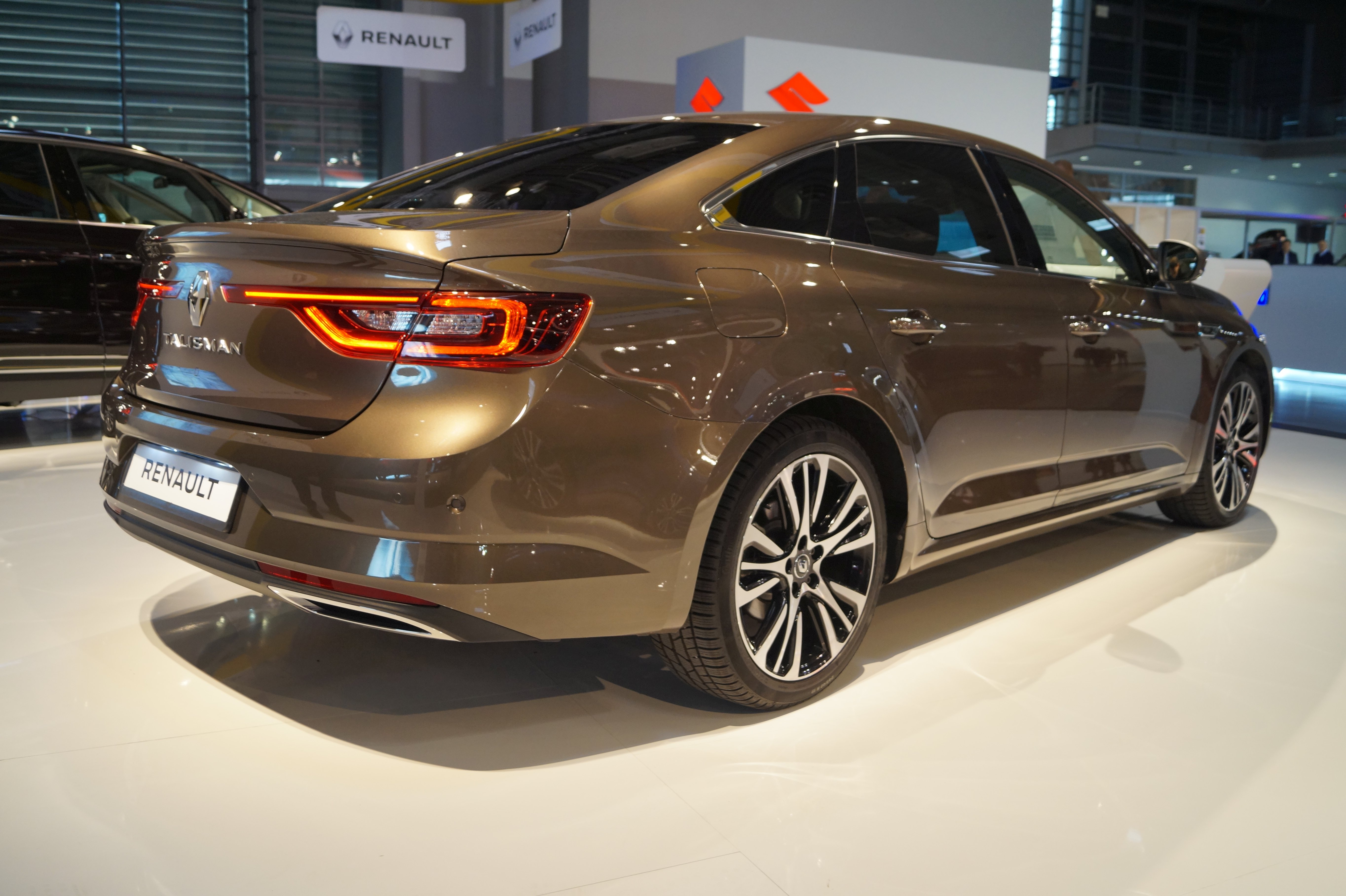
Renault Talisman (vista posterior)
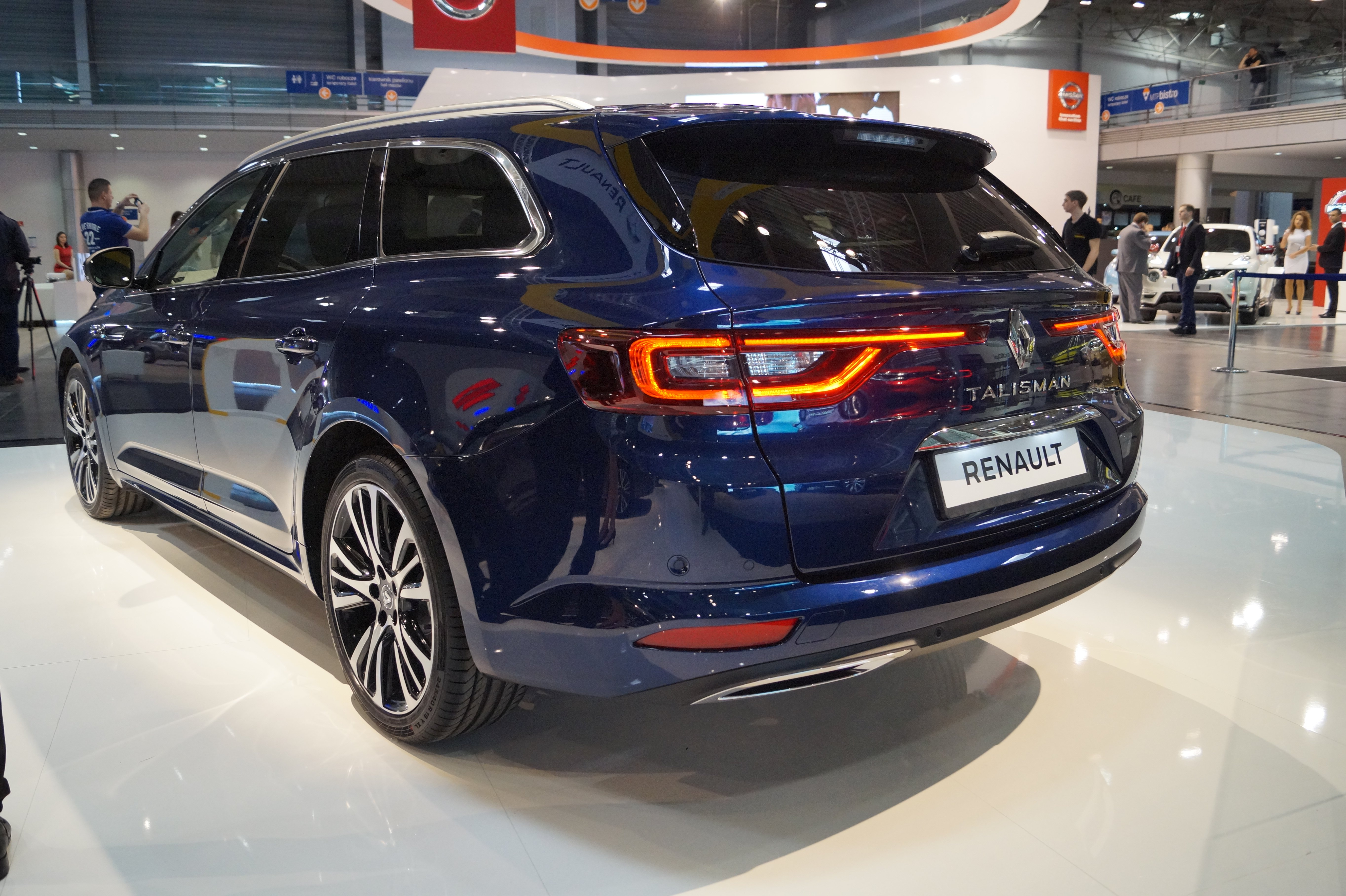
Renault Talisman Sport Tourer